# (32283) 2000 PD24
2000 PD24 (asteroide 32283) é um asteroide da cintura principal. Possui uma excentricidade de 0.11227220 e uma inclinação de 13.73586º.
Este asteroide foi descoberto no dia 2 de agosto de 2000 por LINEAR em Socorro.